# CB L'Hospitalet
Le Club Bàsquet L'Hospitalet est un club de espagnol basket-ball basé dans la ville de l'Hospitalet de Llobregat (province de Barcelone, Catalogne). Le club évolue lors de la saison 2008-2009 en LEB de plata (troisième échelon national).

## Palmarès
- Coupe d'Espagne : 1940

## Joueurs célèbres ou marquants
- Joan Creus
- Xavi Fernández
- Manolo Flores
- Jaume Aviñó
- Roger Grimau
- Serge Ibaka